# 今村貞治
今村 貞治（いまむら ていじ、1887年（明治20年）7月27日 - 1961年（昭和36年）5月29日）は、大日本帝国陸軍軍人。最終階級は陸軍少将。

## 経歴
1887年（明治20年）に福岡県で生まれた。陸軍士官学校第22期卒業。1936年（昭和11年）に陸軍造兵廠小倉工廠砲具製造所長に就任し、1937年（昭和12年）に陸軍砲兵大佐に進級した。1938年（昭和13年）に陸軍造兵廠技術部長に転じ、1939年（昭和14年）に陸軍造兵廠南満工廠長に就任した。
1940年（昭和15年）3月9日に陸軍少将に進級し、4月1日より南満陸軍造兵廠長となる。1941年（昭和16年）4月に留守近衛師団司令部附となり、1942年（昭和17年）9月に第13軍兵器部長に就任した。1943年（昭和18年）6月に対馬要塞司令官に就任し、1945年（昭和20年）3月1日に待命、3月31日に予備役に編入された。
1947年（昭和22年）11月28日、公職追放仮指定を受けた。